# Eduardo II (obra de teatro)

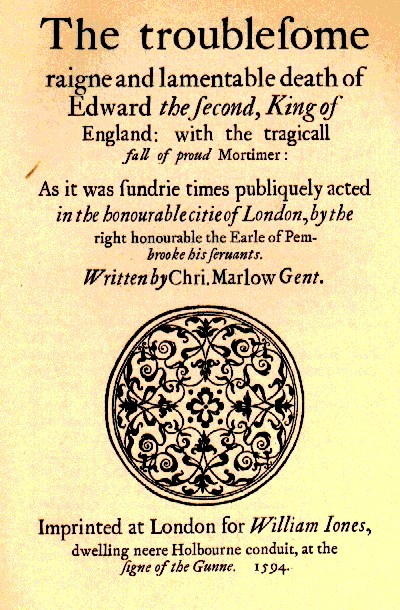
Eduardo II

Eduardo II (Edward II) es una obra de teatro de Christopher Marlowe, con el título completo de El problemático reinado y la lamentable muerte de Eduardo II, rey de Inglaterra, y la trágica caída del orgulloso Mortimer (The Troublesome Reign and Lamentable Death of Edward the Second, King of England, with the Tragical Fall of Proud Mortimer). Fue estrenada en 1592, por lo que puede ser considerada una de las primeras tragedias basadas en la historia de Inglaterra, un subgénero que alcanzaría gran esplendor poco tiempo después en la pluma de William Shakespeare.
En 1924 Bertolt Brecht estrenó en Múnich una adaptación de esta obra que tituló La vida de Eduardo II de Inglaterra.

## Argumento
Tras ser coronado, Eduardo II llama a Londres a su amigo Gaveston. Tras el encuentro, ambos se entregarán a una vida llena de fiestas, en las que dilapidan el dinero de Inglaterra, a la vez que descuidan su gobierno. Esto desata la ira de los nobles, encabezados por Mortimer, que no soportan ver como un plebeyo ha conseguido controlar el reino. De idéntica opinión es el obispo de Coventry, que amenaza a Gaveston con enfrentarle al Parlamento si no abandona el país inmediatamente. Al enterarse de esto, Eduardo II ordena encerrar al obispo y privarle de sus posesiones. Sin embargo, esto hace que los nobles se enfurezcan aún más, por lo que el rey Eduardo se ve obligado a expulsar a Gaveston. Sin embargo, la reina convence a Mortimer para que permita la vuelta de Gaveston, informándole de la gran cantidad de oro que éste tiene y que sería extremadamente útil para armar la guardia y preparar un buen ejército, amén de que, si volviera, sería más fácil asesinarlo. Gaveston finalmente regresa, pero es detenido y asesinado por los nobles a instancias de Mortimer. Después se preparan para atacar al propio rey Eduardo, que al descubrir el embrollo huye junto a sus más fieles caballeros. Cuando los nobles le detienen, le obligan a abdicar a favor de su hijo, Eduardo III, aún niño. La reina y Mortimer, convertido en amante de la reina y tutor del niño rey, encierran a Eduardo II y ordenan su tortura y cruel asesinato. Cuando Eduardo III descubre lo ocurrido en su infancia y la culpabilidad de Mortimer y de su propia madre, les acusa; y ordena la decapitación de Mortimer y el encierro de por vida en una torre de su madre, vengando así la muerte de su querido padre.

## Representaciones en España
- Teatro Lliure, Barcelona, 1978, en catalán.
  - Dirección: Lluís Pasqual.
  - Escenografía: Fabià Puigserver.
  - Intérpretes: Josep Maria Flotats, Anna Lizaran (reina Ana), Fermí Reixach, Toni Sevilla, Joan Miralles, Lluís Homar.

- Teatro Centro Dramático Nacional, Madrid, 19 de octubre de 1988.
  - Dirección: Lluís Pasqual.
  - Escenografía: F. Puigserver.
  - Intérpretes: Jose Luis Pellicena (Mortimer), Alfredo Alba (Eduardo II), Mercedes Sampietro (reina Ana), Pedro del Río (Obispo), Carlos Lucena (Prior), José Hervas (Gurney), Juan Jesus Valverde (Lancaster), Juan Gea (Gaveston) sustituido por Antonio Valero a su vez sustituido por Antonio Banderas, Paco Casares, Chema Muñoz, Dora Santacreu, Fidel Almansa, Alberto Delgado, Ricardo Moya.

- Vaivén Producciones & Barranco Promociones Culturales, País Vasco, Castilla y León, 2004.
  - Dirección: Etelvino Vázquez.
  - Escenografía: Mario Pérez Tapanes.
  - Intérpretes: Kike Díaz de Rada (Eduardo II), Alfonso Torregrosa (Obispo), Alberto Iglesias (Mortimer), Carlos Pinedo (Gaveston),  Ana Pimenta (reina Ana),  Luís Oyarbide, Aitor Beltrán, Ramiro Mélgar, Jon Calvo, Asier Hernández.

- Tantarantana Teatre, Barcelona, 2015.
  - Dirección: Roberto Romei, en catalán (traducción: Marc Rosich).
  - Escenografía: Roger Orra.
  - Intérpretes: Parking Shakespeare Company: José Pedro García Balada (Eduard II), Adrià Díaz (Gaveston), Carles Gilabert (Mortimer), Ester Cort (Elisabet), Pep Garcia-Pascual (Spencer), Roc Piró (Eduard III), Òscar Bosch (Kent)